# Деспот-Зенович, Александр Иванович
Александр Иванович Деспот-Зенович (1828—1894) — российский государственный деятель, действительный тайный советник.
Его брат, Станислав Иванович Деспот-Зенович был в 1879—1894 годах городским головой Баку.

## Биография
В 1848 году окончил юридический факультет Московского университета со степенью кандидата.
В службе с 1850 года — чиновник по особым поручениям при Восточно-Сибирском генерал-губернаторе Н. Н. Муравьёве-Амурском. В 1851 году он был назначен переводчиком иностранных языков при Главном управлении Восточной Сибири в Иркутске. Через год был командирован в Троицкосавск, где исправлял должность правителя канцелярии Кяхтинского градоначальника, а затем пограничного комиссара. В 1855 году он был назначен Председателем комиссии по заключению с бухарцами контракта на поставку ревеля.
В 1858 году его произвели в статские советники и командировали в китайский город Ургу для сообщения пограничным правителям важных секретов и дипломатических сведений. С 1859 года он исправлял должность, а в 1860 году был утверждён Кяхтинским градоначальником. Поляк по происхождению, он открыто покровительствовал проживавшим там польским политическим ссыльным, оказывал им своё содействие и способствовал организации их кружка. Благодаря его ходатайству, в мае 1862 года, вышел первый номер «Кяхтинского листка».
В 1862 году он был произведён в действительные статские советники с назначением Тобольским губернатором. С его помощью в Тобольске был учреждён самостоятельный римско-католический приход; впоследствии, в 1880-х годах он выхлопотал пособие в размере 6-7 тысяч рублей на расширение здесь католического костела.
С 1867 года А. И. Деспот-Зенович — тайный советник с назначением заведующим Сибирскими делами и членом Совета министра внутренних дел А. Е. Тимашева. С 1870 года он служил в Санкт-Петербурге, занимая высокие должности в правительстве. Он стал инициатором упразднения генерал-губернаторской власти и предложил новое административно-территориальное устройство Азиатской России. Несмотря на сильную оппозицию, в 1873 году Западно-Сибирское генерал-губернаторство было упразднено.
В апреле 1894 году, получив чин действительного тайного советника А. И. Деспот-Зенович вышел в отставку — «по причине расстройства здоровья». Умер в Крыму 24 апреля (6 мая) 1894 года. Похоронен на Кореизском кладбище недалеко от Ялты.
Был действительным членом Императорского русского географического общества.

## Награды
Был награждён всеми российскими орденами вплоть до ордена Святого Александра Невского пожалованного ему 1 января 1892 года.
- орден Св. Анны 2-й ст. (1858)
- орден Св. Владимира 3-й ст. (1861)
- орден Св. Станислава 1-й ст. (1864)
- орден Св. Владимира 2-й ст.
- орден Св. Анны 1-й ст.
- Орден Белого орла
- Св. Александра Невского (1892)